# Stenopodius flavidus
Stenopodius flavidus är en skalbaggsart som beskrevs av Horn 1883. Stenopodius flavidus ingår i släktet Stenopodius och familjen bladbaggar. Inga underarter finns listade i Catalogue of Life.